# The Witchery of Archery
The Witchery of Archery, skrevet afy Maurice Thompson i 1878, var den første bog på egnelsk om jagt med bue der nogensinde er blevet udgivet. Den fulde titel er The Witchery of Archery: A Complete Manual of Archery. With Many Chapters of Adventures by Field and Flood, and an Appendix Containing Practical Directions for the Manufacture and Use of Archery Implements. Det var den første vigtige bog om bueskydning skrevet på engelsk siden Toxophilus, der blev skrevet i 1545. Det siges at Witchery "... har haft haft lige så stor effekt på bueskydning som Onkel Toms Hytte havde på den amerikanske borgerkrig.